# John Bel Edwards
John Bel Edwards (Amite City, 16 september 1966) is een Amerikaans politicus van de Democratische Partij. Tussen 2016 en 2024 was hij de gouverneur van de Amerikaanse staat Louisiana.

## Levensloop
John Bel Edwards groeide op in Amite City en voltooide daar de middelbare school. Vervolgens studeerde hij aan de United States Military Academy, waar hij in 1988 zijn bachelor behaalde. Hij volgde ook militaire opleidingen aan de United States Army Airborne School en op Fort Benning. Na acht jaar gediend te hebben in het Amerikaanse leger, waar hij deel uitmaakte van onder andere de 82e Luchtlandingsdivisie, keerde Edwards terug naar Louisiana. In 1999 behaalde hij een graad in de rechten aan de Louisiana State University. Hij werd advocaat bij de firma Edwards & Associates in Amite City.
In 2007 stelde Edwards zich namens de Democratische Partij verkiesbaar voor het Huis van Afgevaardigden van de staat Louisiana. Hij werd met overmacht gekozen en trad aan in januari 2008. In 2011 werd hij herkozen met 83% van de stemmen. Vanaf 2012 was Edwards minderheidsleider van het Huis van Afgevaardigden.
In 2013 kondigde Edwards aan in 2015 mee te zullen doen aan de gouverneursverkiezingen in Louisiana. Hij stond dan al bekend als fel criticus van de toenmalige Republikeinse gouverneur Bobby Jindal, die volgens hem te vaak buiten de staat vertoefde om geld op te halen voor Republikeinen elders. Edwards verklaarde het gezond verstand in Louisiana te willen terugbrengen en op te willen komen voor de "gewone" burger.
Edwards won de eerste ronde van de gouverneursverkiezingen gemakkelijk en moest het in de tweede ronde opnemen tegen de Republikein David Vitter. Edwards kreeg hierbij steun van de Republikeinse luitenant-gouverneur Jay Dardenne. Andere Republikeinen wezen in de campagne op de steun van Edwards aan president Obama, die in Louisiana weinig populair was en er twee keer ruim verloren had.
Bij de algemene gouverneursverkiezing op 21 november 2015 slaagde Edwards erin 56% van de stemmen binnen te halen en zo Vitter te verslaan. Hiermee kreeg Louisiana na acht jaar weer een Democraat aan het roer. Edwards werd op 11 januari 2016 ingezworen in de hoofdstad Baton Rouge. Vier jaar later, bij de gouverneursverkiezingen van 2019, werd hij met 51,3% van de stemmen herkozen voor een tweede ambtstermijn. Het was de eerste keer sinds 1975 dat een Democratische gouverneur in Louisiana herkozen werd.
Na het uitdienen van twee volledige ambtstermijnen mocht Edwards zich in 2023 niet nogmaals verkiesbaar stellen voor het gouverneurschap. Hij werd op 8 januari 2024 opgevolgd door de Republikein Jeff Landry.

## Standpunten
Edwards is een conservatieve Democraat. Hij is pro-life en een voorstander van het recht op wapenbezit. Na zijn aantreden als gouverneur tekende hij een executive order die de discriminatie van homoseksuelen en transseksuelen verbiedt, maar deze geldt niet voor religieuze organisaties. Een order van zijn voorganger Jindal, die tegenstanders van het homohuwelijk moest beschermen, werd door Edwards herroepen.
- Gemeinsame Normdatei: 1173357335
- Virtual International Authority File: 24154500145139091778
- WorldCat: E39PBJkXwPcCMrXvy77Rvv9bh3